# بلاي ستيشن هوم

شعار بلايستيشن هوم
منصة اللعب : بلاي ستيشن 3
بداية ظهور اللعبة : 2008
نهاية اللعبة: 2015

بلاي ستيشن هوم(بالإنجليزية: PlayStation Home)‏ هو مجتمع افتراضي على شكل 3 دي ويمكن الوصول إليها عبر منصة البلاي شتيشن 3 ودخول إلى البرنامج يتطلب عضوية مجانية في بلاي ستيشن نيتورك.البرنامج مطور من قبل ستوديو لندن .

## مميزاتبلاي ستيشنهوم
تتميز خدمة بلاي ستيشن هوم بوجود عالم مفتوح يستطيع اللاعب الذهاب إلى أماكن متعدده وتكمن الفائدة من هذه اللعبة أنك تستطيع التعرف على لاعبين من جميع أنحاء العالم .

## نهاية اللعبة
أغلقت اللعبة في شهر مارس 2015 لأسباب لم تصرح بها شركة سوني.